# Zach Gill
Zach Gill, född 19 maj 1975, är en amerikansk musiker.
Gill är medlem i rock- och jambandet ALO, mest känt som förband till Jack Johnsons In Between Dreams Tour. Därefter har han fått en permanent plats i Jack Johnsons band.